# Luca Cei
Luca Cei est un coureur cycliste italien, né le 7 mai 1975 à Pietrasanta. 

## Palmarès

### Palmarès amateur
- 1997
  - Trophée Gordini
  - Florence-Empoli
  - La Popolarissima
  - Vicence-Bionde
  - Gran Premio Sportivi Poggio alla Cavalla
  - 1re étape du Tour des Abruzzes

### Palmarès professionnel
- 1998
  - 12e étape du Tour de Langkawi
- 2000
  - 12e étape du Tour de Langkawi

## Résultats sur les grands tours

### Tour d'Italie
2 participations
- 1999 : abandon (13e étape)
- 2000 : abandon (14e étape)